# ريتشارد لونش
ريتشارد لونش (26 مارس 1967 في المملكة المتحدة - ) (بالإنجليزية: Richard Lynch)‏ هو لاعب كريكت بريطاني. لعب مع Oxfordshire County Cricket Club ‏.

## وصلات خارجية
- ريتشارد لونش على موقع إي آس بي آن كريك إنفو (الإنجليزية)